# Leskovec, Celje
Léskovec je naselje ob vzhodnem delu Celja.

## Prebivalstvo
Etnična sestava 1991:
- Slovenci: 178 (96,7 %)
- Hrvati: 5 (2,7 %)
- Srbi: 1